# Stenus pauper
Stenus pauper är en skalbaggsart som beskrevs av Thomas Casey. Stenus pauper ingår i släktet Stenus och familjen kortvingar. Inga underarter finns listade i Catalogue of Life.